# San Simeon (Kalifornija)
San Simeon je naseljeno područje za statističke svrhe u američkoj saveznoj državi Kalifornija. Prema popisu stanovništva iz 2010. u njemu je živjelo 462 stanovnika.